# Saint-Marc-sur-Mer
Saint-Marc-sur-Mer est une station balnéaire, située sur le territoire de la commune de Saint-Nazaire (chef-lieu d'arrondissement du département de la Loire-Atlantique, région des Pays de la Loire).

## Station de Saint-Marc-sur-Mer
À environ 6 km à l'ouest du centre-ville de Saint-Nazaire, Saint-Marc est un quartier de la commune, pourvue d'une mairie annexe, d'écoles primaires, d'une église, avec un ensemble de commerces de proximité. 
C'est là que se trouve le théâtre Jean-Bart, en coopération avec la scène nationale de Saint-Nazaire.

## Histoire
Le village s'appelait à l'origine « Crépelet » et prit, à la fin du XIXe siècle le nom du saint à qui la chapelle du bourg était dédiée.
Après la Seconde Guerre mondiale, sa plage est prisée des touristes britanniques.

## Tourisme culturel autour du filmLes Vacances de monsieur Hulot

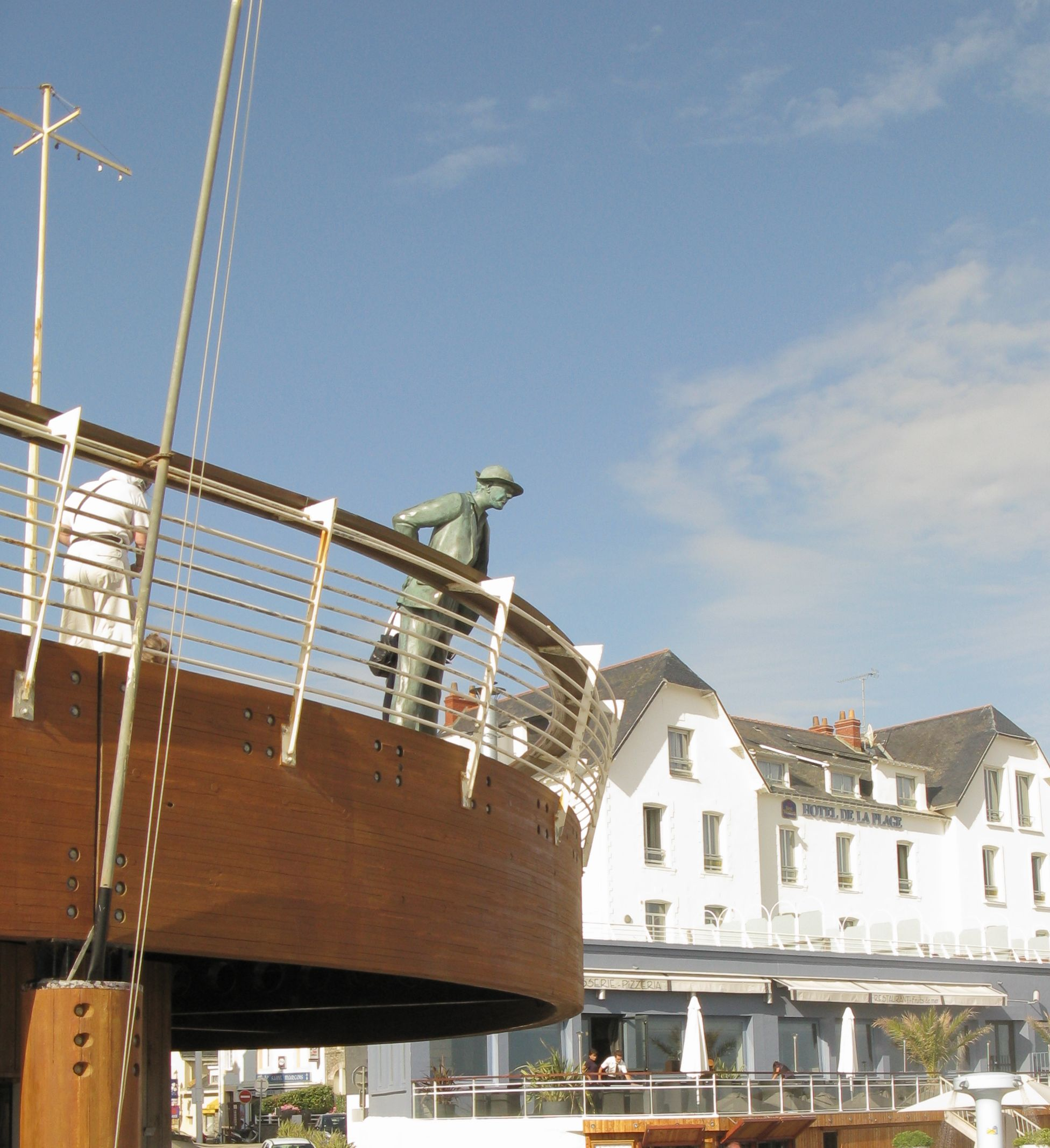
La statue de M. Hulot et l'hôtel de la Plage.

La plage de Saint-Marc bénéficie d'une aura particulière parce qu'elle fut, de l'été à l'automne 1951, le lieu de tournage des extérieurs du film de Jacques Tati, Les Vacances de monsieur Hulot. L'« hôtel de la Plage » qui servit de lieu de villégiature au personnage, existe toujours sous ce nom, a été rénové en 2010. Certains décors ont été recréés en studio (scènes dans le restaurant notamment), mais beaucoup de scènes-clés du film (match de tennis , ; scènes de plage…) ont été effectivement tournées sur la plage de Saint-Marc (désormais surnommée « plage de Monsieur Hulot ») et aux alentours.
Pour les besoins du film, la chaussée longeant la corniche est goudronnée, des arbres sont abattus et une maison en piteux état est restaurée et maquillée en boutique. Le phare au bout de la jetée, les cabines de bain, la façade de la villa où pose Martine sont factices, réalisés avec le bois récupéré par Jacques Lagrange sur le paquebot Marrakech, désossé à l'époque sur les chantiers de Saint-Nazaire.
En 1991, l'association Culture-Loisirs de Saint-Marc-Sur-Mer, qui promeut l'œuvre du réalisateur, aménage un site de mémoire du film pour y développer un tourisme culturel. Elle monte une esplanade dominant la plage et met en place un panneau indicateur signalant « plage de Monsieur Hulot ». 

L'aménagement de ce belvédère est complété par l'érection d'une statue représentant Monsieur Hulot regardant la mer au loin. Réalisée par Emmanuel Debarre, sculpteur choisi par Sophie Tatischeff (la fille de Jacques Tati), elle est inaugurée en juillet 1997. La statue en bronze mesure 2,03 m, dépassant largement la taille grandeur nature de Tati qui varie, selon différentes sources, entre 1,87 et 1,92 m. Elle arborait à l'origine une pipe, inséparable du personnage de Monsieur Hulot, mais l'objet emblématique est cassé dès la première nuit. Une seconde pipe est commandée à Debarre en 2004. L'accessoire a depuis été dérobé ou cassé à plusieurs reprises par des vandales (membres du gang anti-tabac ou fétichistes ?)mais un Saint-Marcois, Fernand Pornet, puis ses descendants, en offrent régulièrement une nouvelle depuis 2019,. L'œuvre est devenue l'objet de nombreuses photographies de la part de touristes et visiteurs.

En 2013, à l'occasion du soixantième anniversaire du film, l'association met en place un parcours touristique autour de cinq cabines-totems (portes de cabines de bain à rayures bleues et blanches, percées d'une fenêtre en forme de losange qui donne vue sur le cadre d'une scène du film, mais avec le paysage actuel) qui jalonnent la jetée de la plage. Ce parcours « Dans les pas de Monsieur Hulot » retrace l’historique du tournage du film et son impact.

## Littoral et les plages
De la pointe de l'Ève à la pointe de la Lande (limite entre Saint-Nazaire et Pornichet), la côte mesure un peu plus de 3 km. Il s'agit de falaises rocheuses avec de nombreuses plages, d'abord orientées vers le sud-est :
- la plage du Fort de L'Ève, avec un camping important ;
- la plage de la Courance (surveillée en été) réputée pour la pratique du bodyboard et du skimboard ;
- la plage de Saint-Marc (surveillée en été) ;
- la plage de Saint-Eugène ;
- la plage du Grand Traict réputée chez les amateurs de surf pour ses spots ;
- la plage et le manoir de Géorama ;
- la plage de la Petite Vallée.

La pointe de Chémoulin constitue la première grande pointe avancée sur l'océan Atlantique, à environ 11 km de l'estuaire de la Loire. Un sémaphore de la Marine nationale, construit sur le vieux fort de Chémoulin, est chargé de la surveillance en permanence des approches maritimes, et du contrôle du trafic maritime à l'entrée de l'estuaire. Il fait partie du réseau d'observation de la météorologie nationale, avec le recueil des données climatiques. Le CROSS Etel dispose ici d'émetteur déportés afin de mener à bien ses missions de coordination d'opérations de sauvetage et d'informations météorologiques. 
Au-delà de Chémoulin, la côte est orientée vers le sud-ouest :
- la plage de la crique des Jaunais, parfois nommée crique de Chémoulin, bien protégée du vent par de hautes falaises, est une plage naturiste ;
- la plage des Jaunais (surveillée en été) est la dernière plage de Saint-Marc, à la limite de la commune de Pornichet. Ces deux dernières plages ont en commun un grand parking gratuit. Le camping des Jaunais a été fermé il y a quelques années, et ce secteur du sentier côtier a subi un important réaménagement en 2008.